# Журавльово (Промишленнівський округ)
Журавльо́во (рос. Журавлёво) — село у складі Промишленнівського округу Кемеровської області, Росія.

## Населення
Населення — 1127 осіб (2010; 1075 у 2002).
Національний склад (станом на 2002 рік):
- росіяни — 89 %